# Stélios Kazantzídis
Stélios Kazantzídis (grec moderne : Στέλιος Καζαντζίδης ; 29 août 1931 – 14 septembre 2001 à Athènes) est un chanteur grec. Il est également acteur dans plusieurs films, notamment Ώρα της Δικαιοσύνης (1967). Il est en Grèce l'un des chanteurs les plus populaires de son époque, inscrivant plusieurs de ses chansons au Top 10.
Il lance de jeunes chanteurs, tels que Marinella, Sevas Hanum (en) ou encore Katie Gray (el). Une grande partie des chansons de Kazantzídis a été écrite par Pythagoras et composées par Chrístos Nikolópoulos (el), notamment le disque Υπάρχω de 1975, ou encore avec la collaboration de Akis Panou (el). Mais il a également chanté avec de grands musiciens et chanteurs grecs comme Míkis Theodorákis, Manólis Hiótis, Vassílis Tsitsánis, Georges Dalaras. La famille de Stélios Kazantzídis étant originaire d'Asie Mineure, de la région du Pont, et il a également chanté en grec pontique.
Selon lui, il a réussi à deux reprises à ériger une fortune personnelle. Les deux fois, cette fortune lui a été prise. La première fois par la dictature des colonels et la seconde fois à cause des maisons de production qui l'auraient spolié de ses droits d'auteur. À la fin de sa vie, disait-il, il ne pouvait plus chanter ses propres chansons.
À ce moment-là intervient un autre litige, celui avec Chrístos Nikolópoulos, joueur de bouzouki et compositeur. Selon ce dernier, Stélios Kazantzídis aurait utilisé certaines chansons sous son propre nom ou avec seulement la « collaboration » de Chrístos Nikolópoulos, ce qui a donné lieu à des procès.

## Discographie partielle
- 1972 : Barba Yannis (Μπάρμπα Γιάννη - Le vieux Yannis), musique : Christos Nikolopoulos, Paroles : Pythagoras, Interprète(s) : Yánnis Papaioánnou, Stélios Kazantzídis
- Το Αγριολούλουδο (La fleur sauvage)
- Afti i nychta meni (Cette nuit reste)
- Allotines Mou Epoches (mes anciennes époques)
- Anemona (Anémone)
- Ap'ta psila sta chamila (Du haut en bas)
- Den Tha Xanagapiso (Je n'aimerai plus)
- As Eicha tin Ygeia Sou (Si j'avais ta santé)
- An Einai i Agapi Eglima (Et si l'amour était un crime)
- Ego eimai aetos (Je suis un aigle)
- Ego me tin Axia Mou (Moi et ma valeur)
- Eimai Ena Kormi Chameno (Je suis un corps perdu)
- Exo Ap'Adiko (J'ai un tort)
- Gyrizo ap'tin Nychta (Je reviens de la nuit)
- O gyalinos kosmos (Le monde de verre)
- Tin Kalyva Ti Diki Mou (Ma cabane à moi)
- I aisthimaties (Les sentimentaux)
- I Kardia Mou As Opsetai (Maudit soit mon cœur)
- Η ζωή μου όλη (Ma vie entière)
- Kathenas me ton Pono Mou (Nul n'éprouve ma douleur)
- Katastrofes kai Symfores (Catastrophes et malheurs)
- K'An Gello Einai Psema (Et si je ris c'est faux)
- Mandoubala
- Mia palia istoria (Une vieille histoire)
- Mi Xypnas Charamata (Ne t'éveille pas à l'aube)
- Niotho mia Kourasi Vareia (Je ressens une profonde fatigue)
- Nomiza Pos Itan Filoi (Je croyais qu'ils étaient amis)
- Otan Methaei o Anthropos (Quand l'homme s'enivre)
- Pare ta Chnaria Mou (en) (Suis mes traces)
- I Stenachoria Mou (Ma peine)
- Tha to Po Phanera (Je le dirais clairement)
- Thessaloniki mou (Ma Thessalonique)
- Ti thelis apo mena (Que veux-tu de moi ?)
- Tora Pou Fevgo ap'ti Zoi (To Teleftaio Vrady Mou) (Maintenant que je quitte la vie, ma dernière soirée)
- Τραγουδώ (Je chante)
- Siko chorepse koukla mou (Lève-toi et danse, poupée)
- Sto Trapezi pou ta Pino (À la table où je bois)
- Vradiazi (Le soir tombe)
- Υπάρχω (J'existe)
- Zinguala

CD et albums publiés :
- 1955: Stelios Kazantzidis (Stelio Kazantzidis)
- 1959: O enas (le un (celui-là)
- 1965: Katachnia (brouillard)
- 1965: Mia palia istoria (une vieille histoire)
- 1965: Tragoudiste mazi mou (chantez avec moi)
- 1967: Anapolontas
- 1968: Kazantzidis-Marinella i megales Ermineies (Kazantzidis-Marinella les grands succès)
- 1969: Nychterides kai arachnes (les chauves souris et les araignées
- 1970: Ena gramma (une lettre)
- 1970: I stenachoria mou (ma tristesse)
- 1971: Stigmes ( les moments)
- 1972: O gyrismos (le retour)
- 1973: Gyalinos kosmos
- 1973: To dromoloï tis zois (le voyage de la vie)'
- 1974: I zoi mou oli (ma vie entière)
- 1974: Stin Anatoli ( a anatoli (anatoli est une ville en Grèce)
- 1975: Ta rembetika ( les rebetika (rebetika est un style de musique)
- 1975: Yparcho (j'existe)
- 1987: O dromos tis epistrofis (le chemin du retour)
- 1999: Tragoudo (je chante)
- 2000: Erchontai chronia dyskola (les années arrivent avec difficultés)
- O Stelios Tragoudaei (2001/2002, Stelios chante)